# 夏揮凱
夏揮凱（1975年—），台灣撞球選手，其外號為「刺客」。

## 簡介
1987年，夏揮凱以13歲年紀開始練習撞球。在隨後數度參與中正杯撞球比賽甲組比賽並獲得不錯成績後，1992年16歲的夏揮凱奪下世界盃九號球青少年組冠軍。
1994年，夏揮凱在高中畢業後，全力投入職業撞球。他亦在1997年台灣職業撞球甫成立與電視職業撞球的剛轉播的比賽中出現，並以異於一般撞球選手的體格壯碩，被封為無敵鐵金剛封號。2000年代，更因一年舉辦一次的世界盃比賽，一路由會外賽接連幹掉眾家好手，最後止於八強，成績優異與球風強悍，被外國媒體稱為「刺客」。2005年，夏揮凱除了繼續活躍於職業撞球與撞球球館擔任撞球顧問外，也進入正修科技大學攻讀學士。

## 成績
- 1992、1993世界花式撞球錦標賽青少年組冠軍
- 第7屆全國中正盃花式撞球錦標賽亞軍
- 第9屆亞洲花式撞球錦標賽冠軍
- 第10屆全國中正盃花式撞球錦標賽冠軍
- 第1屆全國總統盃花式撞球錦標賽冠軍
- 2002年南韓釜山亞運，八號球單打金牌
- 2003年世界花式撞球大師賽亞軍
- 2004年台灣撞球排名第一、亞洲第三
- 2004日本公開賽九號球冠軍